# Sultan Mastura
Sultan Mastura ist eine philippinische Stadtgemeinde in der Provinz Maguindanao del Norte.

## Baranggays
Sultan Mastura ist politisch in 13 Baranggays unterteilt.
- Balut
- Boliok
- Bungabong
- Dagurongan
- Kirkir
- Macabico (Macabiso)
- Namuken
- Simuay/Seashore
- Solon
- Tambo
- Tapayan
- Tariken
- Tuka